# 笹川恭三郎
笹川 恭三郎（ささがわ きょうざぶろう、1893年（明治26年）9月26日 - 1990年（平成2年）9月8日）は、日本の内務官僚、拓務官僚、朝鮮総督府官僚。

## 経歴
新潟県西蒲原郡四ツ合村（現在の新潟市西蒲区）出身。第一高等学校を経て、1917年（大正6年）に東京帝国大学工科大学土木科を卒業。さらに東京帝国大学法学部政治科に学んで、1920年（大正9年）に卒業した。内務省土木局勤務、静岡県安倍郡長、静岡県理事官、内閣拓殖局書記官、拓務書記官、拓務省管理局第二課長、同第一課長、同地方課長、拓務局奨励課長、大臣官房文書課長、朝鮮総督府咸鏡南道知事を歴任した。
1940年（昭和15年）に退官した後は、北鮮合同電気株式会社社長を務めた。

## 親族
- 安広伴一郎 - 妻の父[1][2]。内閣書記官長、貴族院議員、南満洲鉄道総裁。